# Pharmamarketing
Unter Pharmamarketing versteht man die Werbung bzw. das Werben für den Verkauf von pharmazeutischen Produkten und Arzneimitteln. Die Arzneimittel, Impfstoff  und Medizinproduktehersteller wird zu den umsatzstärksten Branchen gerechnet. Die Wettbewerber stehen in Konkurrenzkampf, der Wettbewerb um die Absatzmärkte ist hart.
Die Pharmaindustrie stellte 2015 in Deutschland Erzeugnisse im Wert von 29,6 Mrd. Euro her (geringer Rückgang um 2,8 % im Vergleich zum Vorjahr). Etwa 30 % werden für Marketingausgaben genutzt, lediglich 10 % entfallen auf die Entwicklung der Medikamente.  2013 lagen die Ausgaben für Werbemaßnahmen bei 0,87 Mrd. Euro.

## Rechtlicher Hintergrund
In vielen Ländern ist das Werben von Pharmaunternehmen rechtlich beschränkt. Lediglich in Amerika und Neuseeland ist das werben auch von rezeptpflichtigen Medikamenten erlaubt.
In Deutschland dürfen rezeptfreie Medikamente öffentlich beworben werden, hierfür setzten die Unternehmen unterschiedliche Werbeträger und -mittel ein. Vor allem Fernsehspots sind beliebt. Rechtlich vorgeschrieben ist der Hinweis "Bei Risiken und Nebenwirkungen fragen Sie Ihren Arzt oder Apotheker."
Verschreibungspflichtige Arzneimittel dürfen in Deutschland nur in Fachkreisen (z. B. Ärzte, Apotheker und andere Angehörige der Heilberufe) beworben werden. Sie sollen die Ärzte von der Wirksamkeit und dem objektiven Vorteil ihrer Medikamente überzeugen. Des Weiteren müssen die Pharmafirmen in der Werbung die Wirkstoffe, Nebenwirkungen und Warnhinweise angeben.

## Marketingkampagnen
Trotz des Verbotes finden Hersteller Marketingstrategien, um den Bekanntheitsgrad ihrer Produkte zu steigern. Eine beliebte Methode ist das verändern der Medikamentenform, so wird beispielsweise ein Gel anstelle einer Tablette entwickelt. Des Weiteren kann das Anwendungsspektrum erweitert werden, wenn ein Medikament nicht mehr nur gegen Kopfschmerzen, sondern auch gegen eine Grippe helfen soll.
Für die Planung der Marketingkampagnen arbeiten die Hersteller unter anderem mit Ärzten, Selbsthilfegruppen oder PR-Agenturen zusammen.
Um die Bekanntheit der Medikamente zu steigern werden auch Schulungen und Konferenzen für Ärzte gesponsert oder von den PR-Agenturen geleitet. Des Weiteren versuchen die Hersteller mit Meinungsführern, angesehene Ärzte und Wissenschaftler, zusammenzuarbeiten. Über Informationswebseiten versuchen Pharmaunternehmen vermeintlich objektiv über bestimmte Krankheiten oder Gesundheitsthemen aufzuklären.

## Kritik
Das an Korruption grenzende Verhalten der Pharmaunternehmen untergräbt das spezielle Vertrauensverhältnis zwischen Arzt und Patient. Kritiker bemängeln das fehlende Bewusstsein, des Fachpersonals, über einen zweifelhaften Umgang der eigenen Beeinflussbarkeit.    In einer Umfrage unter 200 niedergelassenen Ärzten hielten sich nur 6 % der Befragten selbst für beeinflussbar, gleichzeitig sahen 21 % eine Beeinflussbarkeit bei ihren Kollegen.   Eine Voraussetzung für finanzielle Zuwendungen ist die fehlende Transparenz im Gesundheitswesen.
Auch wird die Zusammenarbeit mit Selbsthilfegruppen kritisiert, es wird bemängelt, dass die Industrie diese gezielt anspricht und für ihre Werbezwecke nutzt.

### Erfundene Krankheitsbilder
Mitunter versuchen Pharmaunternehmen auch den Bedarf eines Medikamentes zu schaffen. So wurden etwa die Grenzwerte für einen zu hohen Cholesterinwert abgesenkt. Des Weiteren werden viel Krankheiten „Vor“-Behandelt beispielsweise Prä-Diabetes, Prä-Hypertonie, Prä-Demenz und Prä-Osteoporose – obwohl die vermeintlichen Patienten keine Beschwerden haben.
Diese Phänomene werde als erfundene Krankheiten (englisch: disease mongering) bezeichnet. Ärzte stellen gezielte (fehl) Diagnosen, um den Pharmamarkt zu stärken.
So werden Normale Lebensprozesse (zum Beispiel der Haarausfall des Mannes) als medizinisches Problem angesehen, seltene Symptome werden als gravierende Krankheit dargestellt und leichte Beschwerden zu Vorboten späterer Folgeerkrankungen gemacht.

#### Wechseljahre
Ein weit verbreitetes Beispiel erfundener Krankheiten sind die Wechseljahre. Jahrhundertelang galten sie als normaler und natürlicher Prozess im Leben der Frau. In den 90er Jahren jedoch wurde eine Therapieform entwickelt, welche den angeblichen Hormonmangel mithilfe von Medikamenten wiederherstellen sollte.

#### Sissi-Syndrom
Das Sissi-Syndrom, benannt nach der österreichischen Kaiserin Elisabeth ("Sissi"), beschreibt (vorwiegend) Frauen, welche sich, nach außen hin sehr aktiv geben, aber vermeintlich an Depressionen erkrankt sind. Das Krankheitsbild tauchte erstmals Ende der 1990er Jahre tauchte auf -später kam heraus, dass das Krankheitsbild vorsätzlich von PR-Agenturen im Auftrag von Pharmaherstellern entwickelt und verbreitet wurde.

#### „Addyi“
2015 wurde das Medikament „addyi“ als Viagra der Frau auf den Markt gebracht. Mithilfe dieses Medikaments sollte die sexuelle Dysfunktion der Frau gemindert werden. Nebenwirkungen des Medikaments waren Schwindel und Ohnmachtsgefühle, es sollte eigentlich als Antidepressivum dienen. Kritiker beklagen, dass die Sexualstörung der Frau nicht belegt sein und das Medikament dementsprechend überflüssig sei.